# Hydraena abyssinica
Hydraena abyssinica är en skalbaggsart som beskrevs av Maurice Régimbart 1905. Hydraena abyssinica ingår i släktet Hydraena och familjen vattenbrynsbaggar. Inga underarter finns listade i Catalogue of Life.